# Orientogomphus aemulus
Orientogomphus aemulus là loài chuồn chuồn trong họ Gomphidae. Loài này được Lieftinck mô tả khoa học đầu tiên năm 1937.